# 库尔松莱卡里耶尔
库尔松莱卡里耶尔（法語：Courson-les-Carrières，法語發音：[kuʁsɔ̃ le kaʁjɛʁ]），法国中北部市镇，位于勃艮第-弗朗什-孔泰大区约讷省，隶属于欧塞尔区，其市镇面积为34.16平方公里，2022年1月1日时人口数量为895人，在法国城市中排名第10,710位。
库尔松莱卡里耶尔位于约讷省南部，是一个区域性的中心城市，曾因当地的大理石采石场而闻名。

## 地名来源
“Courson”一名的来源及含义均尚有待考证；“-les-Carrières”这一后缀自1878年起成为当地官方名称的一部分。
此外，因翻译标准不同，“Courson-les-Carrières”在部分汉语资料中又被译为库尔松-莱卡里耶尔。

## 历史
库尔松莱卡里耶尔的早期历史尚不清楚，当地的圣伯多禄教堂最初于公元六世纪时被提及。中世纪时，库尔松长期隶属于欧塞尔伯国，当地领主曾在此修建城堡。法国大革命后，库尔松莱卡里耶尔成为约讷省的一个市镇。工业革命期间，库尔松境内出现了大型采石场，采石活动一直持续至20世纪中叶。2008年，库尔松莱卡里耶尔采石场曾被批准再次启用，后因各方反对而于2014年宣布终止。
在行政区划方面，库尔松莱卡里耶尔在1793至2015年间为同名县的县治。

## 地理

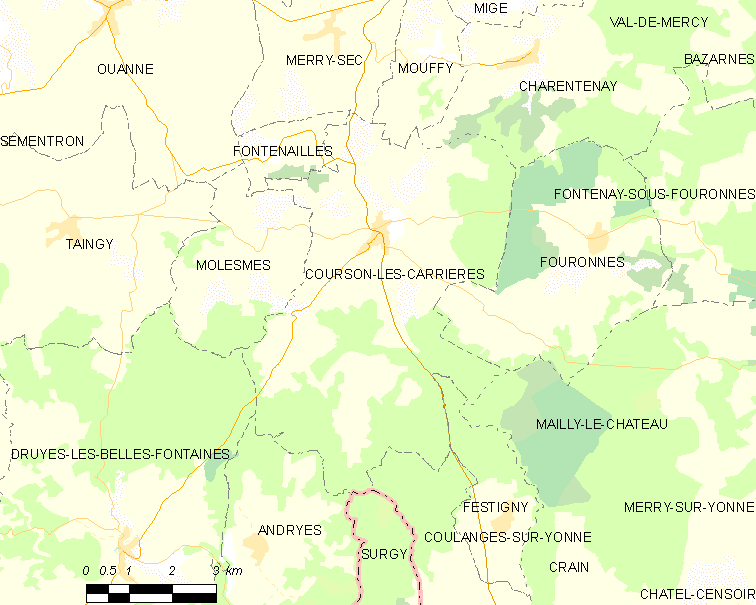
库尔松莱卡里耶尔市镇范围地图

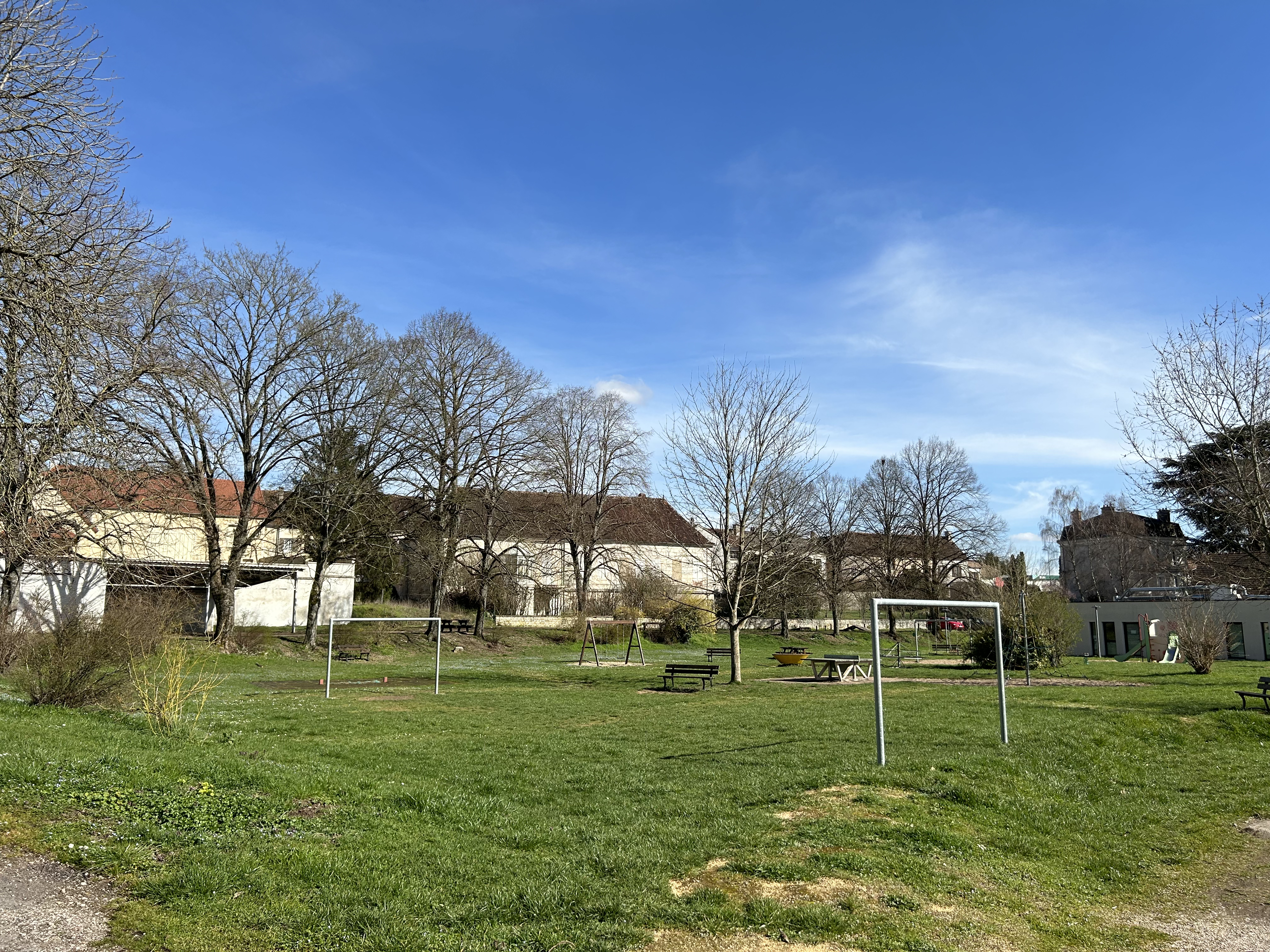
镇中心一处绿地

库尔松莱卡里耶尔位于法国中北部，勃艮第-弗朗什-孔泰大区西北部和约讷省南部，距离省会欧塞尔大约24公里。与库尔松莱卡里耶尔接壤的市镇包括：昂德里、沙朗特奈、约讷河畔库朗日、德吕莱贝勒方丹、费斯蒂尼、丰特纳耶、富罗讷、莱欧德福泰尔、马伊堡、梅里塞克、穆菲和叙尔日。

### 地形
库尔松莱卡里耶尔位于福泰尔地区腹地，境内以缓丘为主，市镇中心位于一处地势低洼的谷底地带，四周被缓丘环绕，全境海拔在188到345米之间。

### 水文
库尔松莱卡里耶尔位于塞纳河流域范围内，一条名叫“Pré”的溪流自南向北流经镇中心。

### 植被
库尔松莱卡里耶尔属于温带阔叶混交林区，林地多分布于河流附近及山坡地带，市镇范围东部为库尔松树林（Bois de Courson），南部为莱罗谢特树林（Bois des Rochettes）。
在鲜花城市的评比中，库尔松莱卡里耶尔暂未被评级。

### 气候
库尔松莱卡里耶尔在柯本气候分类法中属于带有一定大陆性气候特征的温带海洋性气候（Cfb）。

## 行政区划
库尔松莱卡里耶尔的市镇编号为89125，邮政编号为89560。
在行政管理方面，库尔松莱卡里耶尔隶属于法国勃艮第-弗朗什-孔泰大区约讷省欧塞尔区；在地方选举方面，库尔松莱卡里耶尔隶属于万塞勒县，其市镇范围全境被划入约讷省第一选区；在社会管理方面，库尔松莱卡里耶尔是皮赛-福泰尔市镇公共社区的组成部分。
截至2024年8月，库尔松莱卡里耶尔市镇范围内暂无任何城市敏感街区及城市政策优先街区。
法国国家统计与经济研究所（简称“INSEE”）在进行数据统计时，未将库尔松莱卡里耶尔划入任何城市核心区（Unité urbaine）及城市区（Aire urbaine）。自2020年起，库尔松莱卡里耶尔被划入包含104个市镇的库尔松莱卡里耶尔城市辐射区。此外，INSEE还将库尔松莱卡里耶尔市镇整体看作一个“块区”（IRIS），以便于统计人口分布情况。

## 交通

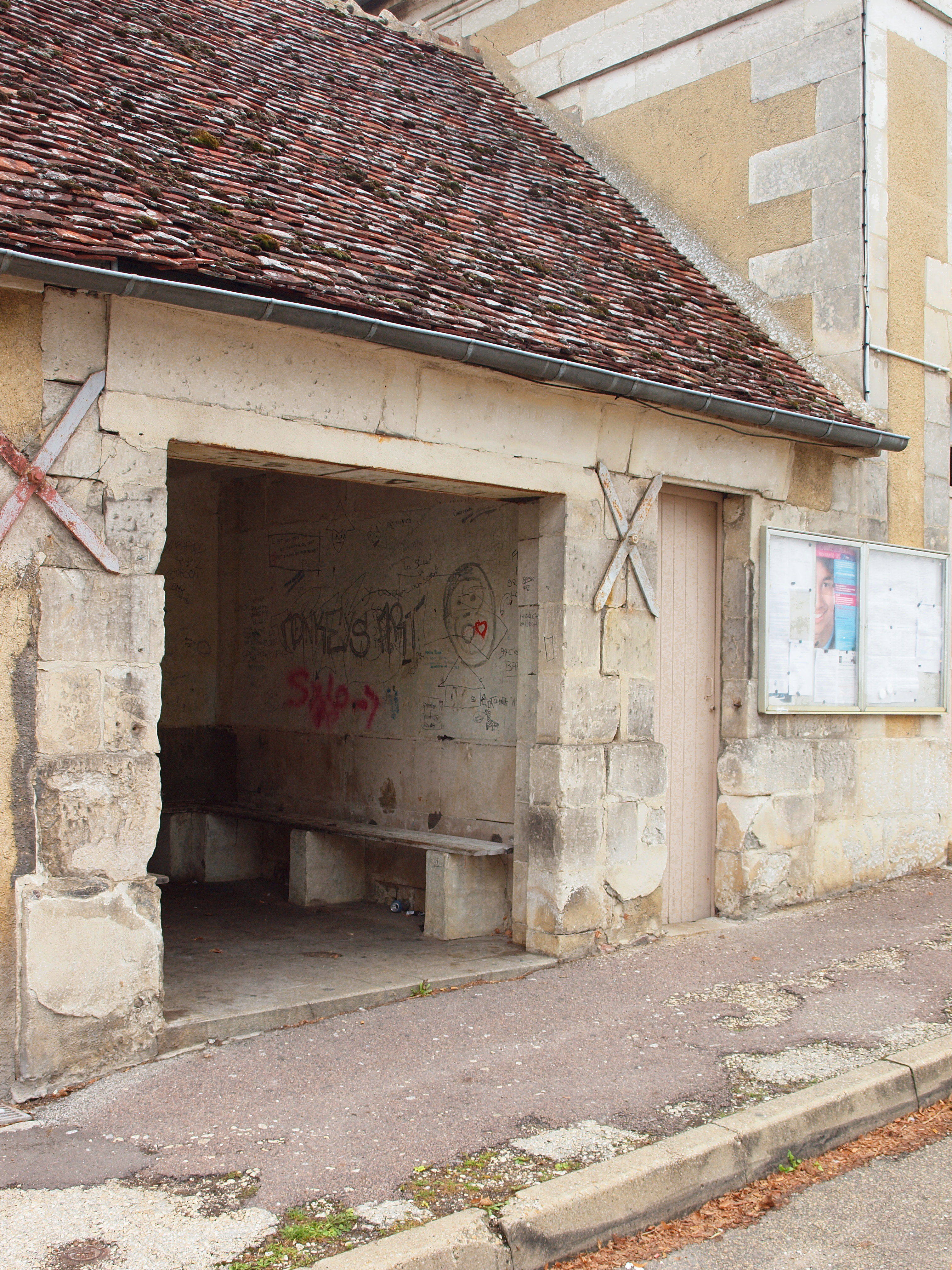
城际巴士停靠站

### 公路
法国国道N151线和约讷省省道D9线、D38线、D104线、D130线、D950线在库尔松莱卡里耶尔境内交汇。勃艮第-弗朗什-孔泰大区城际客运（商业名称为“Mobigo”）805线经停库尔松莱卡里耶尔，可通往欧塞尔和克拉姆西。
2020年，67.3%的库尔松莱卡里耶尔家庭拥有至少一辆私人汽车。2020年，库尔松莱卡里耶尔境内共发生各类交通事故1起，造成5人受伤，其中1人重伤。
| 20 | 30 |

| 欧塞尔 | 23 |

| 克拉姆西 | 19 |

| 图西 | 24 |

### 铁路
距离库尔松莱卡里耶尔最近的运营中的客运铁路车站为15公里外的马伊城站，该站停靠往返于欧塞尔和科尔比尼一线的区域列车，部分班次可直通拉罗什-米热讷站。

### 航空
库尔松莱卡里耶尔距离巴黎-奥利机场的公路里程大约181公里。

### 城市公共交通
截至2024年8月，库尔松莱卡里耶尔暂无城市公共交通系统。

## 政治

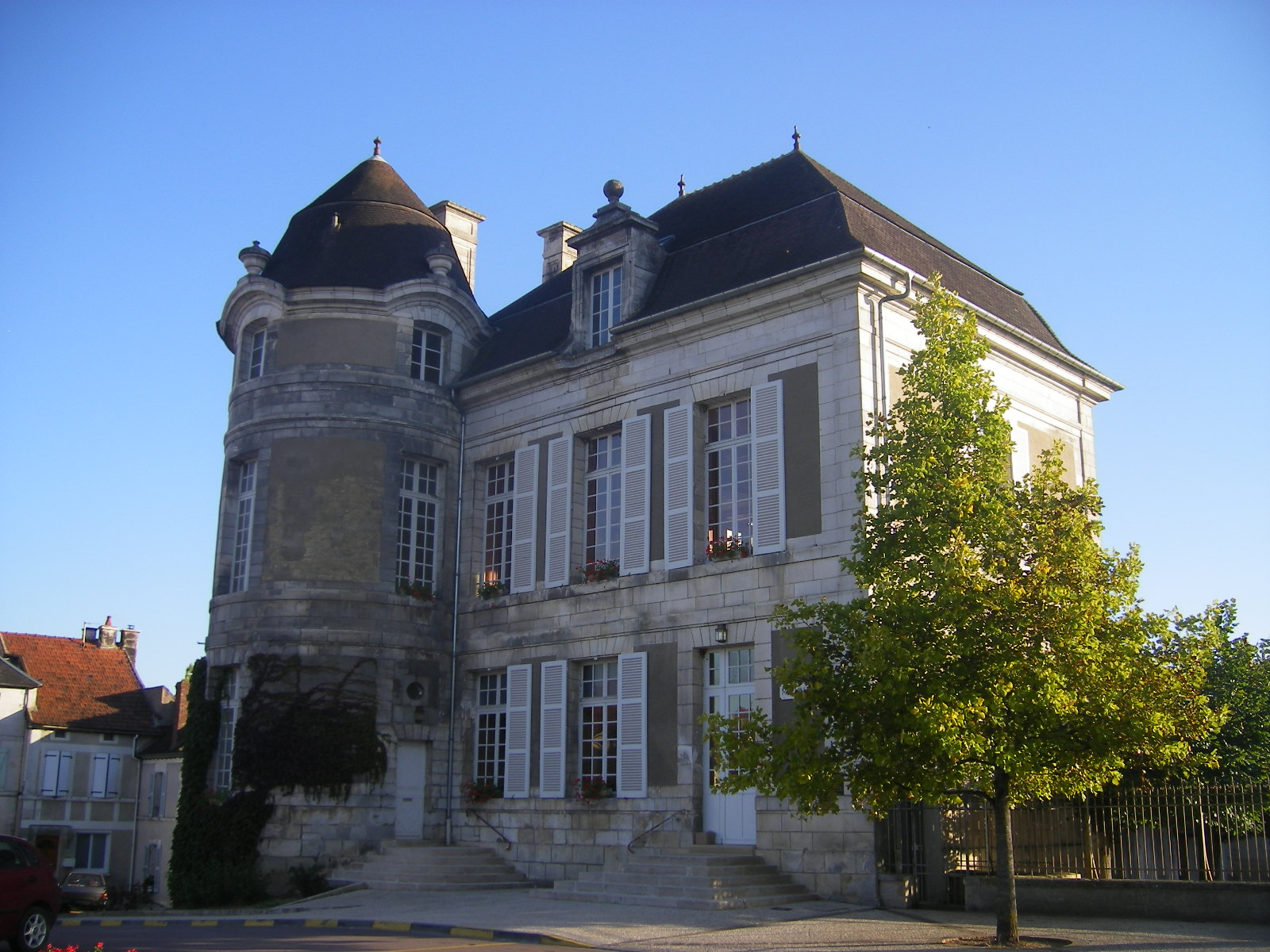
库尔松莱卡里耶尔市政厅

库尔松莱卡里耶尔的现任市长为让-克洛德·德诺先生（Jean-Claude DENOS），他是一名右翼无党派人士，在2020年的市政选举中获得了100%的支持率（无其他候选人）。
在2022年的法国总统大选的第二轮选举中，法国极右翼政党国民阵线主席玛丽娜·勒庞在库尔松莱卡里耶尔获得了55.89%的支持率。

## 人口
2021年，库尔松莱卡里耶尔市镇人口数量为910，在法国排名第10,710位。其中男性440人，女性484人，75岁及以上人口占9.9%，外籍人口数量为25人，人口密度为27人/平方公里，当地居民被称为（男性）或（女性）。2022年，库尔松莱卡里耶尔境内出生4人，死亡人口19人。
| 库尔松莱卡里耶尔1901年－2021年人口变化情况 |
|                                            |
| 数据来源：Cassini、INSEE                   |

## 经济

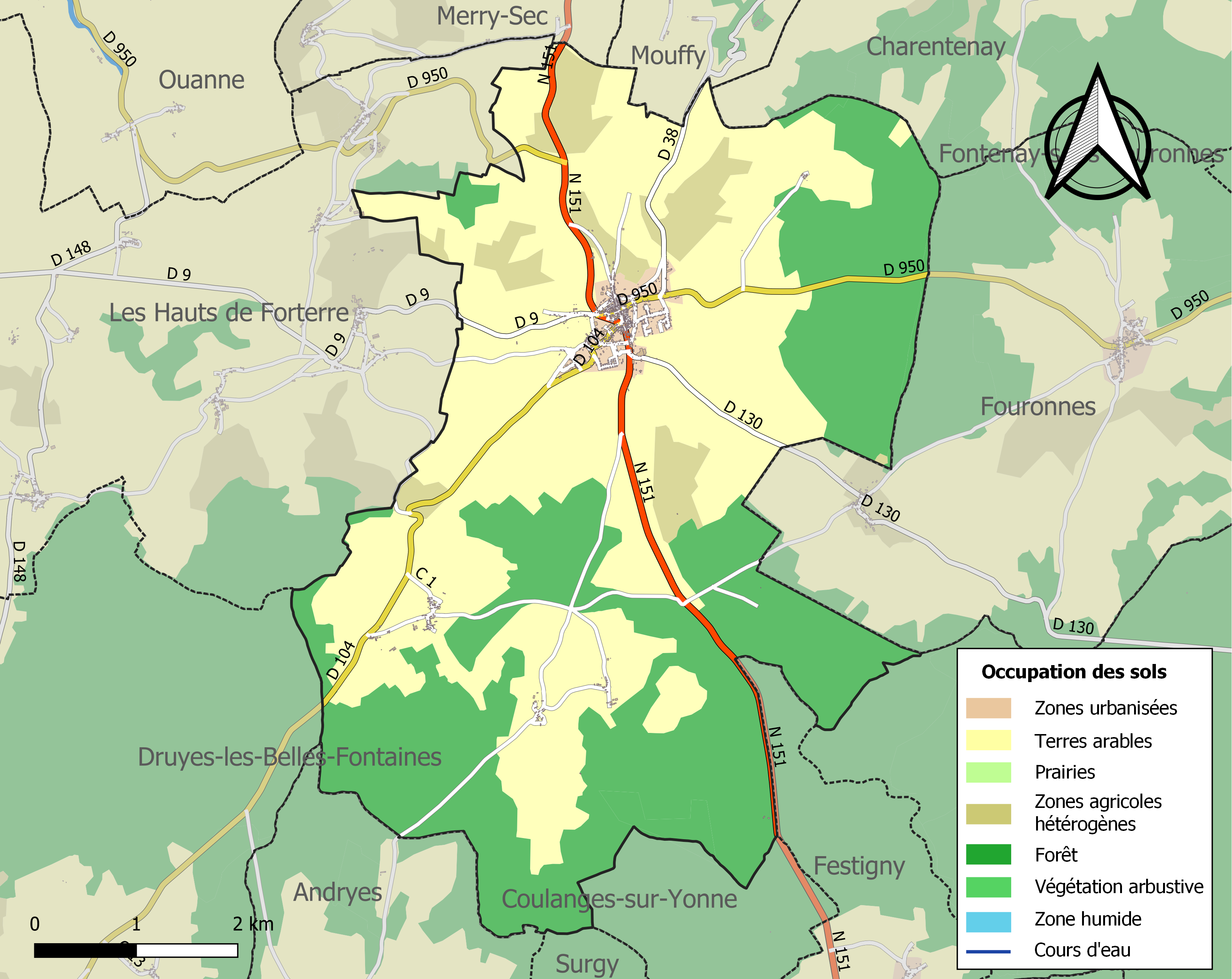
库尔松莱卡里耶尔土地利用情况地图

截至2024年8月，库尔松莱卡里耶尔市镇范围内共有各类用人单位（包含自雇）150家，平均历史为21年，均为中小型企业（PME），2024年6月至8月间，当地的经济活力指数为0。（玻璃制品）是当地2022年已公布营业额最高的企业，为7,178,657欧元。

## 财政与居民收入
2022年，库尔松莱卡里耶尔的财政收入总额为1,075,070欧元，财政支出总额为887,210欧元，当年的债务总额为936,820欧元。2022年，库尔松莱卡里耶尔市镇通过增值税获得28,470欧元的收入，此外当地还共获得了3,490欧元的国家直接财政补助。
| 库尔松莱卡里耶尔居民收入情况                     | 库尔松莱卡里耶尔居民收入情况 | 库尔松莱卡里耶尔居民收入情况 | 库尔松莱卡里耶尔居民收入情况 |
| 内容                                             | 库尔松莱卡里耶尔             | 法国                         | 统计年份                     |
| ------------------------------------------------ | ---------------------------- | ---------------------------- | ---------------------------- |
| 征税家庭总数                                     | 385                          | 1,081（法国市镇平均）        | 2022年                       |
| 居民平均月收入                                   | 1,823欧元                    | 2,435欧元                    | 2022年                       |
| 高级职员人均月收入                               | 不详                         | 4,331欧元                    | 2021年                       |
| 中级职员人均月收入                               | 不详                         | 2,470欧元                    | 2021年                       |
| 普通职员人均月收入                               | 不详                         | 1,801欧元                    | 2021年                       |
| 贫困率                                           | 不详                         | 14.5%                        | 2020年                       |
| 青壮年（15至64岁）失业率                         | 8.6%                         | 7.4%                         | 2020年                       |
| 征税家庭数量占比                                 | 36.5%                        | 45.5%                        | 2020年                       |
| 家庭年均纳税                                     | 1,894欧元                    | 4,393欧元                    | 2022年                       |
| 资料来源：INSEE、L'Internaute、Le Journal du Net |                              |                              |                              |

## 社会事务

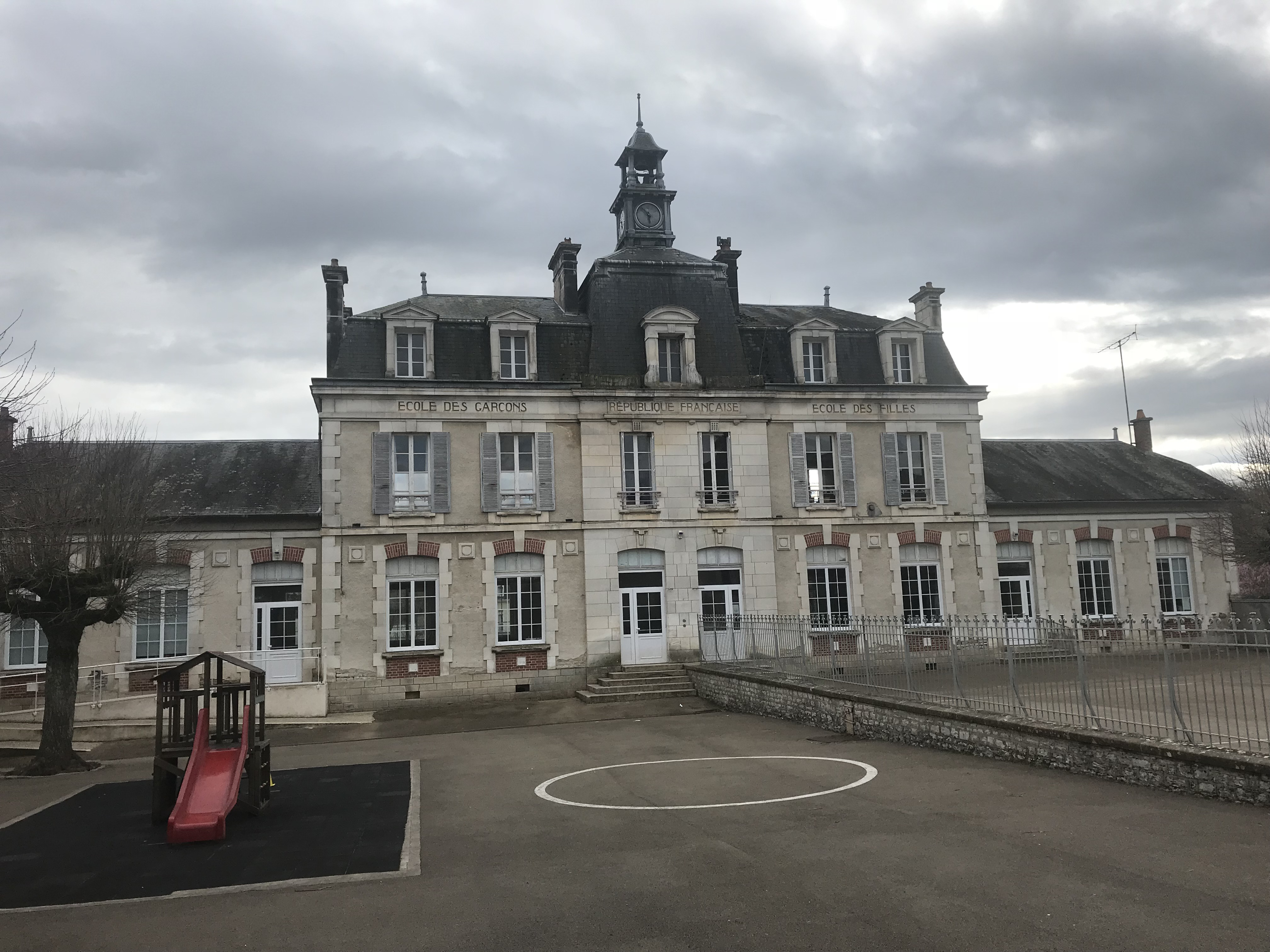
库尔松莱卡里耶尔初级中学

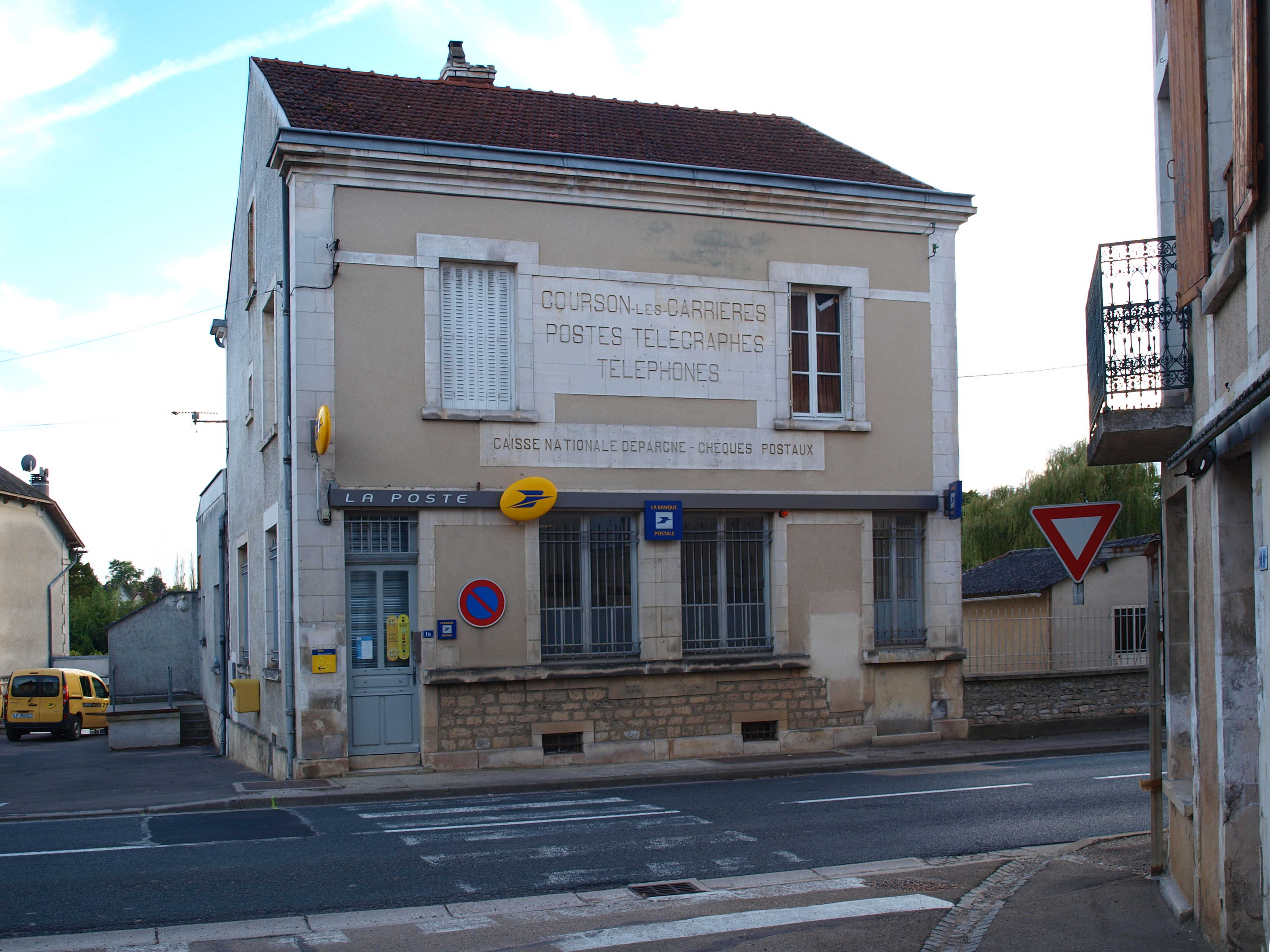
邮局

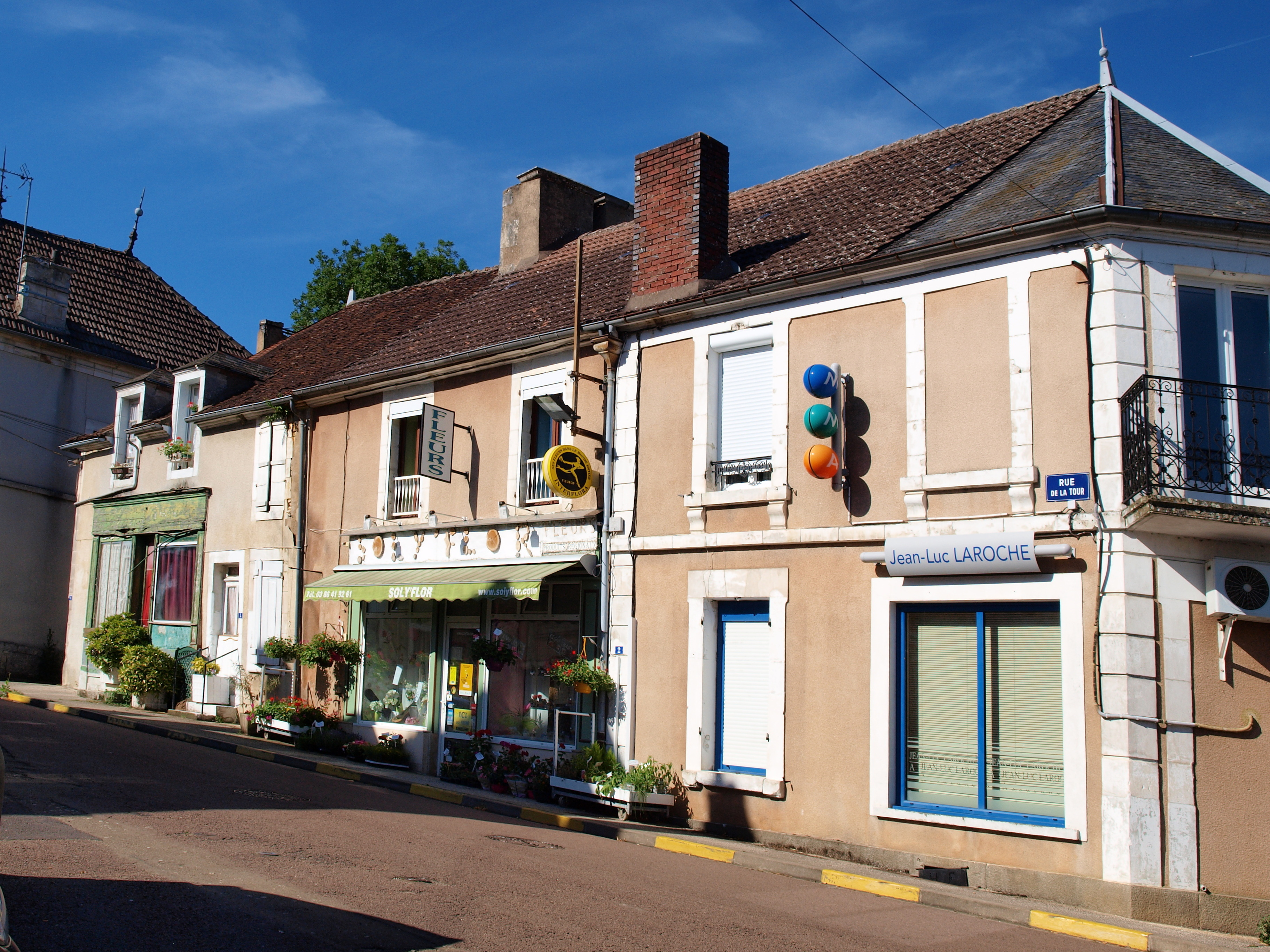
镇中心的商铺

### 教育
库尔松莱卡里耶尔属于第戎学区。截至2021年1月1日，库尔松莱卡里耶尔境内共有1所初级中学。2022至2023学年度，库尔松莱卡里耶尔境内共有在校中等教育阶段学生286名。

### 医疗
截至2022年1月1日，库尔松莱卡里耶尔境内共有全科医生1名、保健师1名、牙医1名、护士4名和助产士1名。境内共有药房1家、养老院1家。
距离库尔松莱卡里耶尔最近的区域性医疗机构为欧塞尔中心医院，其主病区医院位于欧塞尔市区西北部，距离库尔松莱卡里耶尔市区的正常车程大约25分钟，该院设有床位572个，是约讷省内规模最大的公立综合性医院。

### 住房
2020年，库尔松莱卡里耶尔境内共有各类住房535套，其中89.9%为独立式住宅，9.7%为集中式住宅。常住房屋占库尔松莱卡里耶尔市镇范围内居民建筑总量的75.3%。
在住房保障政策方面，2022年，库尔松莱卡里耶尔境内共有67户家庭获得了住房经济补助，受益人数占总人口数量的7.4%，其中86份为房租补助。

### 商业
2021年，库尔松莱卡里耶尔境内共有各类实体商铺20家，其中餐厅2家、面包房1家、美容美发店2家、汽车维修店3家。

### 体育
2021年，库尔松莱卡里耶尔境内共有1间体育馆、1处网球场以及1处足球或橄榄球场。
截至2024年8月，库尔松体育联盟（Alliance Sportive Football Courson，编号528868）是库尔松莱卡里耶尔境内唯一的一家注册足球俱乐部，其主队2024至2025赛季参加约讷省足球联赛乙组（法国第十级别），其主场为市政球场（Stade Municipal）。

### 环境
库尔松莱卡里耶尔的环境事务由其所属的皮赛-福泰尔市镇公共社区联合各级政府协调负责。2021年，库尔松莱卡里耶尔境内暂无污染企业。

### 治安
2021年，库尔松莱卡里耶尔市镇范围内有1处宪兵队。
库尔松莱卡里耶尔及其附近的共159个市镇是欧塞尔国家宪兵队（zone gendarmerie d'Auxerre）的管辖范围。2020年，该宪兵队累计记录各类案件3,583起，其中盗窃类案件1,517起，经济类案件897起，毒品交易类案件214起。

## 文化

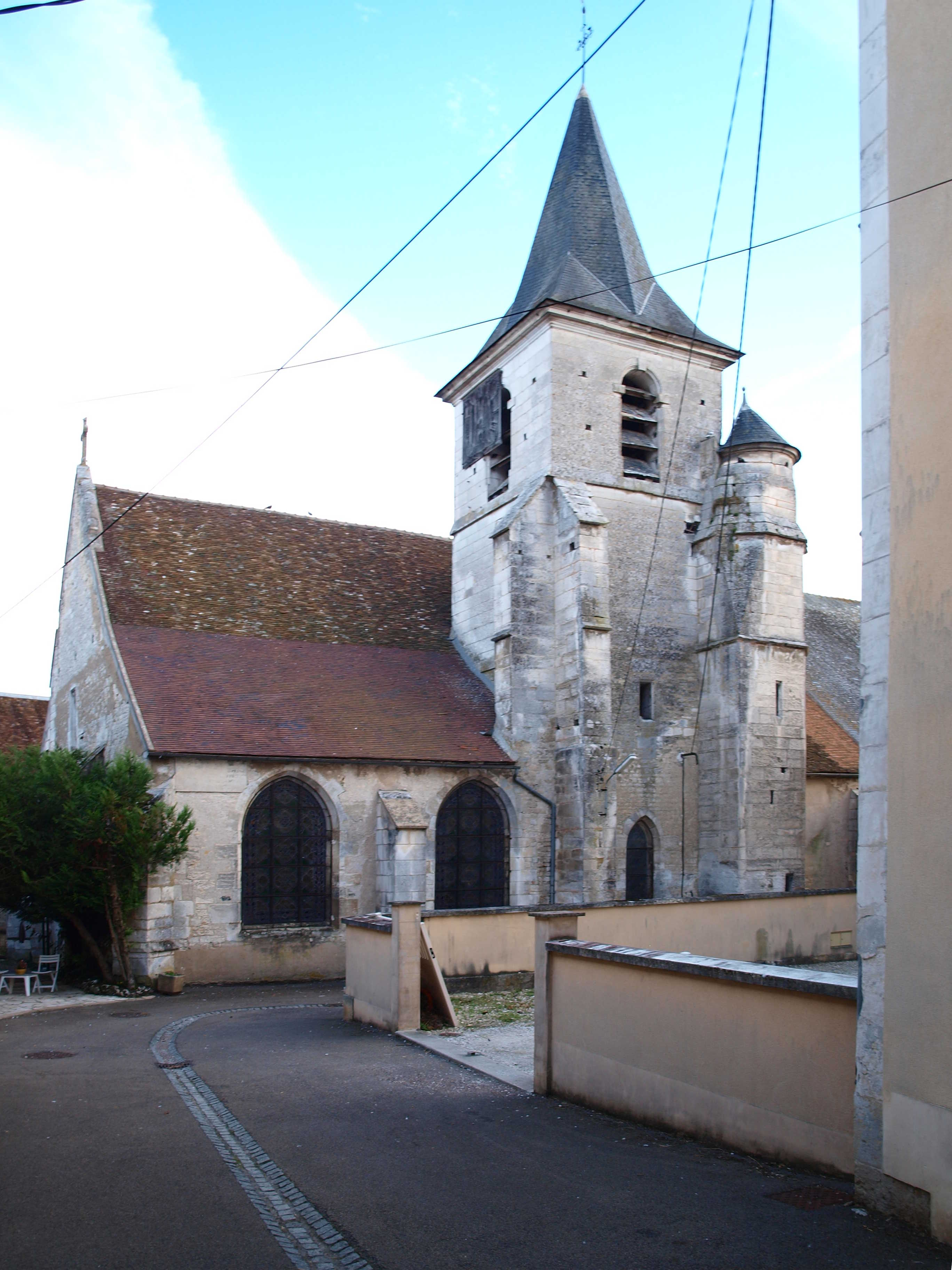
圣伯多禄教堂

2021年，库尔松莱卡里耶尔境内暂无任何文化设施。库尔松莱卡里耶尔境内建有市政多媒体中心（Médiathèque municipale），每周二至六向公众开放。

### 建筑
库尔松莱卡里耶尔境内有多处历史建筑，其中镇中心的圣伯多禄教堂（Église Saint-Pierre de Courson-les-Carrières）是当地的地标性建筑物。

### 旅游
库尔松莱卡里耶尔的旅游事务由其所属的皮赛-福泰尔市镇公共社区联合各级政府协调负责。2023年，库尔松莱卡里耶尔境内暂无任何游客接待设施。

### 媒体
法国主要的媒体均可在库尔松莱卡里耶尔接收，法国电视三台下属的勃艮第-弗朗什-孔泰大区频道在部分时段播出库尔松莱卡里耶尔所在约讷省的地方新闻。《约讷省共和报》、蓝色法兰西欧塞尔广播、震动广播等是当地主要的地方性媒体。

## 友好城市
截至2024年8月，库尔松莱卡里耶尔暂未建立任何友好城市关系。